# صاعقه سیاه
صاعقه سیاه (به انگلیسی: Blacklight) یک فیلم اکشن به نویسندگی و کارگردانی مارک ویلیامز و با بازی لیام نیسون که در سال ۲۰۲۲ منتشر شد. این فیلم در ۱۱ فوریهٔ ۲۰۲۲ در ایالات متحده منتشر شد و نقدهای منفی منتقدان را دریافت کرد. همچنین فروش کمی داشت و در مقابل بودجهٔ ۴۳ میلیون دلاری خود ۱۵ میلیون دلار فروخت.

## موضوع
یک مأمور اف‌بی‌آی به نام تراویس بلاک، وظیفه او این است که مأموران مخفی را در موقعیت‌های خطرناک نجات دهد. او متوجه توطئه‌ای می‌شود که شهروندان آمریکایی را مورد هدفی مرگبار قرار خواهد داد. بلاک نه تنها باید عاملان این توطئه را پیدا کند، بلکه باید حقیقت را نیز کشف کند. حقیقتی که ممکن است خیلی چیزها را تغییر دهد.

## شرح داستان
«سوفیا فلورس»، یک فعال سیاسی، در گردهمایی‌ای در واشینگتن، دی.سی. دربارهٔ برابری حقوق زنان و برابری نژادی سخنرانی می‌کند. همان شب، او در مقابل خانه‌اش در یک تصادف عمدی که از پیش طراحی‌شده بود، کشته می‌شود.
«تراویس بلاک»، کهنه‌سرباز جنگ ویتنام، به‌صورت غیررسمی برای «گابریل رابینسون»، رئیس اف‌بی‌آی، به‌عنوان کارچاق‌کن کار می‌کند. پس از پایان یکی از مأموریت‌ها، او به رابینسون می‌گوید که می‌خواهد بازنشسته شود و زمان بیشتری را با دخترش «آماندا» و نوه‌اش «ناتالی» بگذراند. اما رابینسون تمایلی به رها کردن او ندارد و در عوض مأموریت جدیدی به او می‌سپارد: بازگرداندن مأمور مخفی اف‌بی‌آی، «داستی کرین».
اما داستی سرپیچی می‌کند و با روزنامه‌نگاری به نام «میرا جونز» تماس می‌گیرد و ادعا می‌کند اطلاعاتی دربارهٔ مرگ سوفیا دارد. او چند بار از دست تراویس و نیروهای اف‌بی‌آی فرار می‌کند و قراری با میرا در موزه می‌گذارد. تراویس، میرا را دنبال می‌کند، اما داستی باز هم می‌گریزد. داستی به تراویس می‌گوید که رابینسون دستور قتل سوفیا را داده بود، پیش از آن‌که توسط دو مأمور اف‌بی‌آی کشته شود.
تراویس و میرا دوباره یکدیگر را ملاقات می‌کنند و میرا به او می‌گوید که داستی ادعا کرده بوده اطلاعاتی دربارهٔ «عملیات وحدت» (Operation Unity) دارد؛ یک برنامهٔ فوق‌سری اف‌بی‌آی به رهبری رابینسون که در آن غیرنظامیان بی‌گناه، از جمله سوفیا، به قتل می‌رسند. تراویس با رابینسون دربارهٔ این عملیات روبه‌رو می‌شود، اما رابینسون با بی‌توجهی از پاسخ دادن طفره می‌رود و به او هشدار می‌دهد که دخالت نکند.
سردبیر میرا، «درو»، با استفاده از منابع او، مقاله‌ای دربارهٔ مرگ مرموز داستی می‌نویسد. همان شب، او هنگام بازگشت به خانه تعقیب شده و پس از یک تصادف ساختگی، به‌دست همان دو مأمور اف‌بی‌آی که داستی و سوفیا را کشته بودند، به قتل می‌رسد. در همین حال، آماندا و ناتالی ناپدید می‌شوند.
میرا تراویس را که به‌شدت پریشان است، قانع می‌کند تا به او در کشف راز عملیات وحدت کمک کند. تراویس به او می‌گوید که رابینسون در خانه‌اش گاوصندوقی دارد که در آن اسناد دولتی نگهداری می‌شود. تراویس به خانهٔ رابینسون می‌رود و او را وادار می‌کند گاوصندوق را باز کند؛ که در آن یک هارد درایو حاوی اطلاعات مربوط به عملیات وحدت وجود دارد. رابینسون با کمک چند مأمور اف‌بی‌آی می‌گریزد و درگیری مسلحانه‌ای بین آن‌ها و تراویس رخ می‌دهد. تراویس بر مأموران غلبه می‌کند و هارد را به‌دست می‌آورد.
تراویس و میرا هارد را بررسی می‌کنند و درمی‌یابند که داستی عاشق سوژهٔ مأموریتش، سوفیا، شده بود. رابینسون هنگامی که دید داستی بیش از حد به او وابسته شده، دستور قتل سوفیا را داد. تراویس با حقیقت عملیات وحدت، رابینسون را روبه‌رو می‌کند و او را مجبور می‌سازد تا خود را به مقامات تسلیم کند. رابینسون به‌دلیل جنایاتش دستگیر می‌شود، میرا گزارش خود دربارهٔ این پنهان‌کاری دولتی را کامل می‌کند و تراویس بازنشسته می‌شود و با آماندا و ناتالی، که در برنامه حفاظت از شاهدان قرار گرفته بودند و اکنون بازگشته‌اند، دوباره پیوند برقرار می‌کند.

## بازیگران
- لیام نیسون در نقش تراویس بلاک[۵][۶]
- امی ریور لمپمن
- تیلور جان اسمیت
- کلر ون در بوم
- یائل استون
- تیم دراکسل
- تاد لوی

## تولید

### فیلم‌برداری
فیلم‌برداری اصلی فیلم در نوامبر سال ۲۰۲۰ در ملبورن، استرالیا آغاز شد. در ژانویه ۲۰۲۱ اعلام شد که یک صحنه تعقیب و گریز ماشین در کانبرا فیلمبرداری می‌شود.

## بازخورد
در وبگاه جمع‌آوری نقد راتن تومیتوز، ٪۱۰ از ۱۰۲ بررسی منتقدان مثبت است، و میانگینِ امتیاز آن ۳٫۸/۱۰ است. اجماع این وبگاه چنین می‌نویسد: «خاموشش کن.» این فیلم در متاکریتیک که از میانگین وزنی استفاده می‌کند، بر اساس نظر ۲۲ منتقدین امتیاز ۲۷ از ۱۰۰ را کسب کرده که نشان‌گر «نقدهای عموما نامطلوب» است. تماشاگرانی که در نظرسنجی پست‌ترک شرکت کردند به این فیلم ۵۸ درصد امتیاز مثبت دادند و ۳۹ درصد گفتند که قطعاً آن را توصیه می‌کنند.

## پیوندها به بیرون
- صاعقه سیاه در بانک اطلاعات اینترنتی فیلم‌ها (IMDb)